# Ewoks (série de televisão)
Ewoks, também conhecido como Star Wars: Ewoks, é uma série de televisão animada com os personagens Ewok introduzidos em Star Wars: Episode VI – Return of the Jedi (1983) e descobertos em Caravan of Courage: An Ewok Adventure (1984) e sua sequência Ewoks: The Battle for Endor (1985). A série foi produzida pela Nelvana, com sede no Canadá, em nome da Lucasfilm e transmitida pela ABC, originalmente com sua série irmã Droids (como parte de The Ewoks and Droids Adventure Hour), e depois sozinha, como The All-New Ewoks.

## Premissa

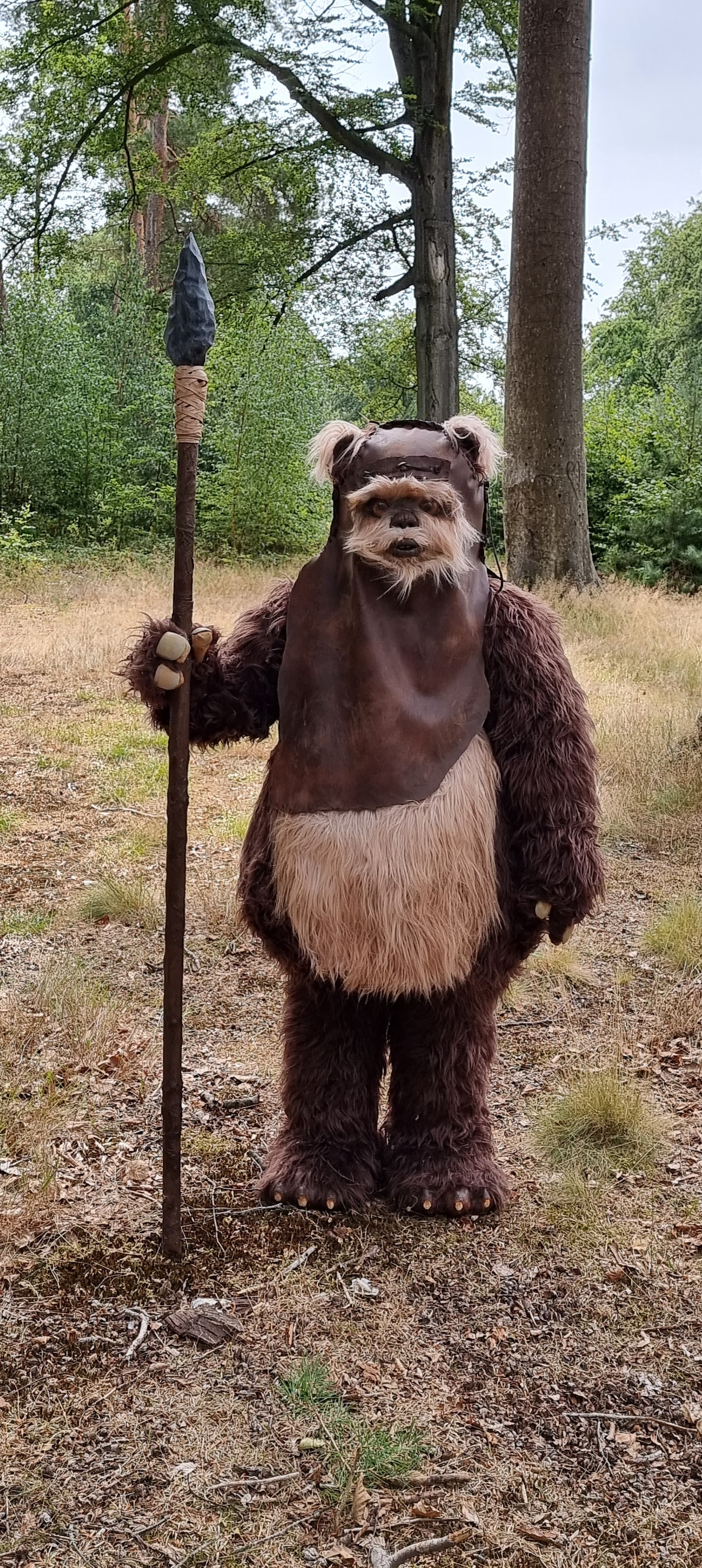
Fantasia de Ewok

A série centra-se nas aventuras de Wicket W. Warrick e seus amigos na lua da floresta de Endor antes dos eventos do filme original de Star Wars e Caravan of Courage. Ao contrário dos filmes Ewok, os personagens falam inglês em vez de sua língua nativa (embora frases e canções em Ewokês sejam usadas ocasionalmente). Os principais vilões recorrentes são Morag, a Bruxa Tulgah, que tinha um rancor pessoal contra o xamã da tribo, Mestre Logray, e os Duloks, uma espécie rival relacionada aos Ewoks.
O penúltimo episódio, "Battle for the Sunstar", que foi exibido como o final da série, mostra os heróis Ewok deixando a superfície da lua da floresta quando eles vão a bordo de um Imperial Star Destroyer que viajou para seu sistema. Um cientista imperial tenta destruir o Imperador, cuja nave faz uma aparição. O episódio foi observado como formando um vínculo com Return of the Jedi, que apresenta o Império usando Endor como base de operações para a segunda Estrela da Morte.